# Phrygionis flavilimes
Phrygionis flavilimes är en fjärilsart som beskrevs av W. Warren 1907. Phrygionis flavilimes ingår i släktet Phrygionis och familjen mätare. Inga underarter finns listade i Catalogue of Life.